# Salpichlaena volubilis
Salpichlaena volubilis là một loài thực vật có mạch trong họ Blechnaceae. Loài này được (Kaulf.) Hook. miêu tả khoa học đầu tiên năm 1842.